# 老盐河
老盐河，位于中华人民共和国河北省东南部，为南排河源流之一，上段（一般以石德铁路为界）称索泸河（溹泸河），起自威县侯贯镇，上承接东风渠七支渠尾水，向北偏东流经南宫市东南部、枣强县西部、衡水市桃城区东南角、武邑县中部和泊头市北部地区，于泊头市文庙镇东北与清凉江汇流，然后向东北流至乔官屯村西南汇入南排河。河长184.2千米，汇流面积2182平方千米。流域农业发达，是河北省粮、棉、油、蔬菜、林果主产区。